# Alien: Isolation
Alien: Isolation ist ein 2014 erschienenes Survival-Horror-Computerspiel der britischen Spieleentwicklerfirma Creative Assembly. Es basiert auf dem Science-Fiction-Horrorfilm Alien – Das unheimliche Wesen aus einer fremden Welt von 1979 und erzählt dessen Geschichte weiter.

## Handlung
Die Handlung spielt im Jahr 2137, 15 Jahre nach den Ereignissen des ersten Alien-Films. Amanda Ripley, die Tochter von Ellen Ripley, arbeitet mittlerweile für die Weyland Yutani Corporation und bekommt von einem Androiden namens Samuels Informationen zugespielt, nach denen ihre Mutter noch am Leben sein könnte. Der Flugschreiber der Nostromo, das Schiff mit dem Amandas Mutter verschwand, wurde gefunden und soll sich nun auf der Raumstation Sevastopol der Seegson Corporation befinden. Samuels bietet Ripley an, zusammen mit ihr und der Weyland-Yutani-Vertreterin Nina Taylor dorthin zu fliegen, worauf sie einwilligt.
An Bord des Kurierschiffes Torrens, welches von Captain Diane Verlaine kommandiert wird, erreicht Ripleys Team wenige Wochen später Sevastopol. Allerdings stellt sich heraus, dass die Funkverbindung zur Station gestört und die Dockanlage beschädigt ist. Bei dem Versuch von Ripley, Samuels und Taylor, mittels Weltraumspaziergang auf die Station zu gelangen, kommt es zu einer Explosion, wodurch die Drei getrennt werden. Zwar erreicht Ripley die Luftschleuse, ist aber nun auf sich allein gestellt. Im Inneren der Sevastopol offenbart sich ihr eine Katastrophe: Die Station ist verwüstet, es liegen überall Leichen herum, die Zivilgesellschaft ist zusammengebrochen und man hört seltsame Geräusche in den Lüftungsschächten. Verzweifelt sucht Ripley einen Weg zur Kommunikationszentrale der Station, um Verlaine auf der Torrens kontaktieren zu können. Dabei trifft sie im Raumfahrtterminal auf einen Überlebenden namens Axel, der ihr von einem „Monster“ berichtet, welches auf der Sevastopol sein Unwesen treibt und die Bewohner tötet. Ripley überzeugt Axel, ihr im Austausch für eine Flucht von der Station an Bord der Torrens zu helfen. Er führt sie an einer Gruppe feindlich gesinnter Überlebender vorbei zum Transitsystem der Station, wird aber plötzlich vom Schwanz eines außerirdischen Wesens – einem Alien – aufgespießt und in einen Schacht verschleppt.
Verängstigt flieht Ripley über den Transit, der sie zum SysTech-Turm bringt, wo sich die Kommunikationszentrale befinden soll. Dort findet sie Waffen, einen Bewegungsmelder und einen elektronischen Zugangsgenerator, der ihr hilft, gesperrte Systeme zu umgehen und Türen zu öffnen. Sie entdeckt schließlich auch den Nostromo-Flugschreiber, muss aber zu ihrer Bestürzung feststellen, dass die Daten anscheinend beschädigt und nicht lesbar sind. Kurz darauf taucht erneut das Alien auf. Ripley entkommt und verschafft sich Zugang zur Kommunikationszentrale, die jedoch von Seegson-Androiden überwacht wird. Als Ripley beobachtet, wie einer dieser Androiden einen Überlebenden wegen unbefugten Betretens tötet, sieht sie sich gezwungen, leise vorbei zu schleichen. Ihr Versuch, Kontakt zur Torrens aufzunehmen, scheitert, da APOLLO, die zentrale KI der Sevastopol, jegliche externe Kommunikation blockiert hat. Allerdings gelingt es Ripley, eine interne Funkverbindung zu Samuels und Taylor aufzubauen. So erfährt sie, dass beide überlebt haben und sich in der Nähe der Krankenstation aufhalten, Taylor jedoch verletzt wurde und dringend medizinische Hilfe braucht.
Nachdem das Team sich wieder zusammengefunden hat, macht Ripley sich auf den Weg, um ein Medipack für Taylor zu besorgen. In der Krankenstation der Sevastopol trifft Ripley auf Dr. Kuhlman, einen der überlebenden Ärzte. Er erklärt sich bereit, ihr die nötigen Medikamente zu besorgen unter der Bedingung, sie beschaffe ihm den Zugangscode und die Schlüsselkarte zur Arzneiausgabe. In den Korridoren der verlassenen Krankenstation wird Ripley erneut mit dem Alien konfrontiert. Nachdem sie Code und Schlüsselkarte gefunden hat, kehrt sie zu Dr. Kuhlman zurück; dieser wird jedoch von der Kreatur angegriffen und verschleppt. Ripley flieht in die Arzneiausgabe, und nach längerem Suchen schafft sie es, die notwendigen Medikamente für Taylor einzusammeln. Da der Weg aus der Krankenstation versperrt wurde, löst Ripley einen Evakuierungsalarm aus, der das Areal wieder freigibt. Kurz bevor sie den Ausgang erreicht, wird sie vom aufgetauchten Alien in die Enge getrieben. Ripley hat jedoch Glück, als in diesem Moment eine Sprengfalle explodiert, wodurch die Kreatur vertrieben wird.
Über Umwege durch Lüftungsschächte und die Seegson-Androidenfertigung kehrt Ripley wieder zu Samuels und Taylor zurück. Allerdings kamen ihr zwei Sicherheitsleute der Raumstation, Marshal Waits und sein Stellvertreter Ricardo, zuvor, die die beiden gerade verhören. Nachdem Ripley die Situation klären konnte und das Transitsystem reaktiviert hat, begibt sich die Gruppe zum Habitat-Turm, dem einzigen sicheren Bereich auf der Sevastopol. Im Marshal-Büro, wo Taylor ärztlich versorgt wird, klärt Waits darüber auf, dass das Alien offenbar von der Anesidora, das Schiff, welches den Nostromo-Flugschreiber geborgen hatte, in die Raumstation eingeschleppt wurde. Um mehr Informationen zu erhalten, befragt Ripley den Kapitän der Anesidora, Marlow, der in einer Zelle im Marshal-Büro festgehalten wird.
In einer Rückblende erfährt man, dass Marlows Crew nach der Bergung des Flugschreibers die darin enthaltenen Daten auswertete und dadurch wenig später ein Notsignal im Weltall auffing. Unter der Annahme, es sei von der Nostromo, ging die Crew dem Signal nach. Die Spur führte zum unwirtlichen Exomond LV-426, wo sie beim Erkunden der Oberfläche statt der Nostromo das Wrack eines außerirdischen Raumschiffes entdeckte. Darin konnte Marlow die Quelle des irreführenden Signals ausfindig machen und es sicherheitshalber deaktivieren. Als die Crew das Wrack näher untersuchte, stieß sie auf einen riesigen Raum voller eiförmiger Gebilde. Foster, Marlows Frau, wurde beim näheren Betrachten eines dieser Eier von einem herausschießenden Fremdorganismus (Facehugger) angefallen und ins Koma versetzt. Daraufhin brachte man sie zur Behandlung auf die Sevastopol, wo das Alien, das sich in Fosters Körper eingenistet hat, ungewollt entfesselt wurde. Foster selber kam dadurch ums Leben.
Die Anesidora befindet sich seit diesem Vorfall in einer Parkbahn um den von der Sevastopol umkreisten Gasriesen KG-348. Da mit diesem Schiff eine Fluchtmöglichkeit von der Station bestehe, bittet Ripley Marlow um die Herausgabe der Betriebscodes für den Autopiloten. Dieser verlangt allerdings als Bedingung seine Freilassung, was Ripley entschieden verweigert. Waits schmiedet einen Plan, das Alien in einem Bereich der Raumstation einzufangen, der vollständig abgeriegelt werden kann. Mit einem Flammenwerfer bewaffnet, begibt sich Ripley zum Server-Hub im SysTech-Turm, wo sie zusammen mit Ricardo die nötigen Vorbereitungen trifft. Der Plan geht jedoch schief, als Ripley versehentlich mit der Kreatur eingesperrt wird und Ricardo gezwungen ist, die Abriegelung wieder aufzuheben. Daraufhin geht Waits zu Plan B über: Als Köder lockt Ripley das Alien in die Gemini-Labore, damit es darin eingefangen und anschließend das ganze Modul ins Weltall abgeworfen werden kann. Die Ausführung des Plans gelingt ihr, jedoch wird sie von Waits hintergangen, der das Labor – einschließlich Ripley und der Kreatur – von der Station abtrennt. Ripley schafft es aber, in einen Raumanzug zu schlüpfen und mit einem riskanten Sprung zur Sevastopol zurückzukehren. Hinter ihr fällt das abgetrennte Modul in den Gasriesen, wodurch es zusammen mit dem Alien zerstört wird.
Da die Bedrohung durch die Kreatur nun beseitigt ist, scheint die Lage in der Raumstation zunächst wieder unter Kontrolle zu sein. Jedoch fangen indes die Seegson-Androiden damit an, scheinbar grundlos die verbleibenden Überlebenden auf der Station, einschließlich Waits, zu töten. Als Ripley das Marshal-Büro erreicht, findet sie dort nur Leichen; Marlow und Taylor sind spurlos verschwunden. Einzig Ricardo hat den Angriff der Androiden überlebt. Ripley trifft sich daraufhin mit Samuels in der Seegson-Androidenfertigung, um mit seiner Hilfe das Massaker zu beenden, während Ricardo im Marshal-Büro die Stellung hält. Samuels versucht, eine Verbindung zu APOLLO aufzubauen und den Computer damit anzuweisen, die feindlichen Androiden zu deaktivieren. Jedoch wird er, trotz Ripleys Rettungsversuch, durch defensive Gegenmaßnahmen getötet; er schafft es aber mit letzter Kraft, Ripley den Zugang zum APOLLO-Systemkern zu öffnen. Dort gelingt es ihr, nachdem sie mehreren Androiden ausgewichen ist, Zugriff auf den Hauptcomputer zu erhalten.
Es stellt sich heraus, dass Sevastopol zwei Tage nach Ripleys Aufbruch zur Station von Weyland-Yutani gekauft worden war und die Firma APOLLO mit Sonderauftrag 939 darauf programmiert hatte, das Alien um jeden Preis zu schützen, damit es für die Vermarktung als biologische Waffe zur Erde gebracht werden kann. APOLLO betrachtete die Überlebenden der Raumstation offenbar als Bedrohung für die Kreatur und wies daher die Seegson-Androiden an, jene zu eliminieren sowie externe Funkverbindungen zu blockieren. Empört über diesen Komplott, befiehlt Ripley dem Computer, Sonderauftrag 939 aufzuheben und die Androiden abzuschalten, da die Kreatur sich nicht mehr an Bord befindet. APOLLO verweigert jedoch diesen Befehl und gibt als Begründung eine unidentifizierte Präsenz an, die im Reaktorsystem der Station festgestellt wurde. Um der Sache auf den Grund zu gehen, steigt Ripley hinab zu den Maschinenräumen. Als sie wenig später die Reaktoranlage erreicht, entdeckt sie in deren unteren Arealen ein Alien-Nest, in das zahlreiche Menschen eingesponnen sind, die als Wirte für noch mehr Aliens dienen. Daraufhin leitet Ripley eine Reaktorsäuberung ein, um mithilfe der elektrischen Entladung das Nest zu zerstören. Mehreren Aliens gelingt es jedoch, zu entkommen und überall in die Raumstation zu fliehen. Die Reaktorsäuberung hat aber auch zur Folge, dass sämtliche Systeme auf Sevastopol zurückgesetzt werden, wodurch externe Kommunikationswege für kurze Zeit wieder freigegeben sind.
Ricardo informiert Ripley über Funk, dass Taylor einer Tonaufnahme zufolge Marlow als Gegenleistung für seinen Verrat der Koordinaten von LV-426 aus der Haft befreit hat. Er nahm sie jedoch als Geisel und machte sich mit ihr aus dem Staub. Bei der Gelegenheit, da externe Kommunikation vorübergehend offen ist, gelingt es Marlow, die Autopilotencodes zur Anesidora zu senden, sodass sein Schiff in die Nähe der Raumstation geholt werden und er mit Taylor über ein Kurzstrecken-Shuttle dorthin fliehen kann. In der Hoffnung, das Schiff doch noch als Flucht von der Station nutzen zu können, schnappt Ripley sich eines der Shuttles und folgt den beiden. An Bord der Anesidora entdeckt sie eine persönliche Nachricht von ihrer Mutter, die aus dem Nostromo-Flugschreiber extrahiert wurde und in der sie erklärt, sie habe damals ihr Schiff zerstört, um dieselbe Alien-Kreatur zu töten, mit der Amanda nun auf Sevastopol konfrontiert wird. Marlow, der kurz darauf mit Taylor in seiner Gewalt auftaucht, erklärt Ripley, dass er den Fusionsreaktor der Anesidora zur Detonation bringen will, um die Raumstation zu zerstören. Dadurch will er sicherzustellen, dass die Aliens nicht mit dem Rest der Menschheit in Kontakt kommen. Zwar kann Taylor Marlow überwältigen, sie und Ripley schaffen es aber nicht, die Reaktorüberlastung zu verhindern. Ripley entkommt nur knapp vom Schiff, bevor dieses explodiert, während Taylor und Marlow nicht überleben.
Die Explosion der Anesidora ist zwar dank Ripleys und Taylors Eingreifen nicht stark genug, um die Sevastopol zu zerstören, beschädigt aber ihre Orbitalstabilisatoren, sodass die ganze Station beginnt, in Richtung Gasplanet abzudriften. Ripley und Ricardo sehen nun die Torrens als letzten Ausweg, um von hier wegzukommen. Sie finden eine Möglichkeit, APOLLOs Blockade zu umgehen, indem Ripley die Kommunikationsanlage außerhalb der Raumstation manuell ausrichtet. Damit gelingt es ihr endlich, Kontakt zur Torrens aufzunehmen und einen Hilferuf zu senden. Von Verlaine erhält Ripley die Anweisung, zur Schlepperplattform der Station zu gehen, um dort das Andocken des Schiffes vorzubereiten. Da Ricardo jedoch kurz darauf von einem Facehugger angefallen wird, muss Ripley sich alleine einen Weg durch die zunehmend instabil werdende Raumstation freikämpfen. 
Nach mehreren Auseinandersetzungen mit den Aliens erreicht sie die Schlepperplattform und bringt mit Verlaines Hilfe die Torrens zum Andocken. Kurz bevor Ripley einen Raumanzug anziehen kann, wird sie plötzlich von einem Alien gepackt und in die Lüftungsschächte gezogen. Sie wacht wenige Augenblicke später in einem neuen Alien-Nest eingesponnen auf, kann sich aber befreien. Während die Sevastopol immer schneller fällt und auseinanderzubrechen beginnt, findet sie den Weg zurück zur Luftschleuse und schlüpft in den Raumanzug. Durch die Gravitationskräfte hat sich die Torrens jedoch an der Dockvorrichtung verkeilt, und ihr droht, mit der Station in den Gasplaneten gerissen zu werden. Ripley aktiviert daher außerhalb den Mechanismus für die Notentriegelung, als mehrere Aliens auftauchen und sie umzingeln. Im letzten Moment aber löst sich das Schiff von der Sevastopol, die kurz darauf in der Atmosphäre von KG-348 verbrennt.
Ripley, die es rechtzeitig auf die Torrens schaffte, hält sich nun für in Sicherheit. Gerade, als sie zur Brücke gehen will, versperrt ihr plötzlich ein Alien den Weg, das sich unbemerkt an Bord geschlichen hat. Bevor die Kreatur zur tödlichen Attacke ansetzen kann, aktiviert Ripley, noch immer in ihrem Raumanzug, die Notauslösung der Luftschleuse und katapultiert sowohl das Alien als auch sich selbst ins Weltall.
Das Spiel endet damit, dass Ripley, die ohnmächtig im Raum treibt, von einem Suchscheinwerfer entdeckt wird und dadurch aufwacht.

## Spielprinzip
Der Spieler übernimmt die Steuerung von Amanda Ripley aus der Egoperspektive. Auf dem Weg durch die Sevastopol begegnen der Protagonistin immer wieder Überlebende und Androiden mit teilweise feindlichen Absichten sowie das Alien. Dieses kann vom Spieler nicht getötet, jedoch mithilfe von improvisierten Geräten vertrieben oder abgelenkt werden. Um eine direkte Konfrontation mit dem Wesen zu vermeiden, kann sich der Spieler verstecken, etwa in einem Schrank oder in einem Lüftungsschacht. Die KI des Aliens folgt meist keinen vorgegebenen Skripten, was dazu führt, dass es immer andere Wege nimmt und sein Verhalten weitgehend unvorhersehbar ist. An wichtigen Spielabschnitten befinden sich Speicherpunkte.

## Entwicklung
Nachdem Sega 2006 die Exklusivrechte für ein Alien-Spiel erworben hatte, entwickelte Creative Assembly 2008 einen Prototyp des Spiels. Die Arbeiten an Alien: Isolation begannen etwa 2011. 20th Century Fox gewährte den Entwicklern Zugang zum Archiv der Filmproduktion von Alien, was dabei half, das Design des Films nachzuempfinden. Die Raumschiffarchitektur der Filmvorlage findet sich im Spiel wieder, auch die Technik an Bord der Sevastopol wird von Schaltern, Drehreglern, Knöpfen, Glühbirnen und Röhrenbildschirmen bestimmt. Auch der Beleuchtungsplan der Filmvorlage mit Farbtemperatur und -abstufung wurde übernommen, ebenso die Filmkörnung des analogen Filmmaterials. Die Musik zum Spiel wurde aus bereits vorhandenem, unveröffentlichten Soundtrack-Material komponiert.
Untersuchungen des Programmes durch Modder zeigten, dass es deutlich abweichende Pläne für den Spieleinstieg gab, die aus unbekannten Gründen jedoch verworfen wurden. Vermutungen gehen von einer Straffung des Spielablaufs und einer zügigen Ankunft am Haupthandlungsort, der Sevastopol, aus. Neben der Haupthandlung bietet das Spiel noch die zwei Bonusmissionen Crew Expendable und Last Survivor. Beide spielen an Bord der Nostromo, wobei die Besatzungsmitglieder in der englischen Version von ihren Original-Schauspielern aus dem Film synchronisiert wurden. Ursprünglich sollten die Missionen nur für Vorbesteller verfügbar sein. Nach Protesten kündigte Sega jedoch an, sie als DLC bereitzustellen. In Deutschland, Österreich und der Schweiz erhielten Käufer der Ripley Edition vorzeitigen Zugriff auf den Bonus.
Der Programmcode von Alien: Isolation enthält eine inoffizielle Unterstützung für die Oculus Rift, die sich durch Änderung einer XML-Datei aktivieren lässt.

## Rezeption
Alien: Isolation erhielt gemischte bis gute Kritiken. Gelobt wurde vor allem die Atmosphäre des Spiels; als häufiger Kritikpunkt wird eine als unfair empfundene KI des Aliens und die damit verbundene Frustration angeführt. Auch die Dauer der Story-Kampagne von rund 14 Stunden wurde mehrfach bemängelt.
GameStar bewertete das Spiel ursprünglich mit 73 %. Positiv hervorgehoben wurde die „atmosphärische Umgebung mit herrlich schrulligem Retro-Zukunftslook“ sowie eine „grandiose Inszenierung“. Die Hauptschwäche sah die GameStar-Redaktion in der Unberechenbarkeit des Aliens, die zwar die Atmosphäre des ersten Alien-Films gut einfange, den Spielspaß allerdings einschränke. Einige Tage nach Veröffentlichung wurde die Wertung auf 80 % korrigiert.
PC Games äußerte ähnliche Kritik und betonte außerdem ein „höhepunktarme[s] und teilweise unfaire[s] Gameplay gepaart mit KI-Fehlern, Logiklöchern und Bugs“. Die Wertung fiel mit 69 % eher mittelmäßig aus.
Heise online sprach von einem „wichtige[n] Meilenstein des Horror-Genres […] der spielerisches Neuland markiert und den vergurkten Vorgänger vergessen lässt.“ Die „wenigen Unzulänglichkeiten“ seien angesichts der „intensiven Atmosphäre“ leicht zu verzeihen.
Die Süddeutsche schrieb: „Man fühlt sich, als ob man in einem zwanzigstündigen Horrorfilm die Hauptrolle spielt und weder auf Stopp drücken, noch die Hände vors Gesicht schlagen oder vorspulen kann. […] Doch irgendwann wird das Ableben mit einem Achselzucken quittiert, die Flucht in den Spind zur lästigen Alltagshandlung, das Spiel verliert sich ein wenig in der Repetition. Der Horror lässt irgendwann nach – und damit auch die Spielfreude.“
Bei GBase.ch erreichte das Spiel 8 von 10 Punkten und wurde als „ein Amnesia: The Dark Descent auf Speed“ bezeichnet. GBase.ch betonte außerdem, dass im Spiel eine abwechslungsreiche Mischung aus Schleichen, Erkunden, Rätseln, Crafting, Minispielen, Quick-Time-Events und taktischen Schießeinlagen geboten werde und dass es als Gesamtpaket gelungen sei, welches von der jederzeit drohenden Gefahr im Nacken gekrönt werde.
Auszeichnungen
- Game Developers Choice Awards[16]
  - Best Audio
- SXSW Gaming Awards[17]
  - Excellence in SFX

Bis Ende März 2015 wurden 2,1 Millionen Kopien des Spiels verkauft. Sega zeigte sich unzufrieden mit diesen Zahlen, da viele Kopien oft nur durch Rabattaktionen verkauft werden konnten. Der Return on Investment für die dreijährige Entwicklung fiel daher gering aus.

## Fortsetzung
Am 7. Oktober 2024, am zehnten Jubiläum des Erscheinungsdatums, kündigte Al Hope auf dem X-Konto des Spiels eine Fortsetzung an. Der Nachfolger sei in einem frühen Entwicklungsstadium und man veröffentliche weitere Details, sowie man bereit sei.